# شومبلان (كيبك)
شومبلان أو شَمبَلان (بالإنجليزية: Champlain, Quebec)‏ هي بلدية محلية في كيبيك تقع في كندا في Les Chenaux Regional County Municipality. يقدر عدد سكانها بـ 1,664 نسمة ومساحتها 78.70 كم2 .

## أعلام
- جان مارشان
- جورج بال